# Avatr Technology

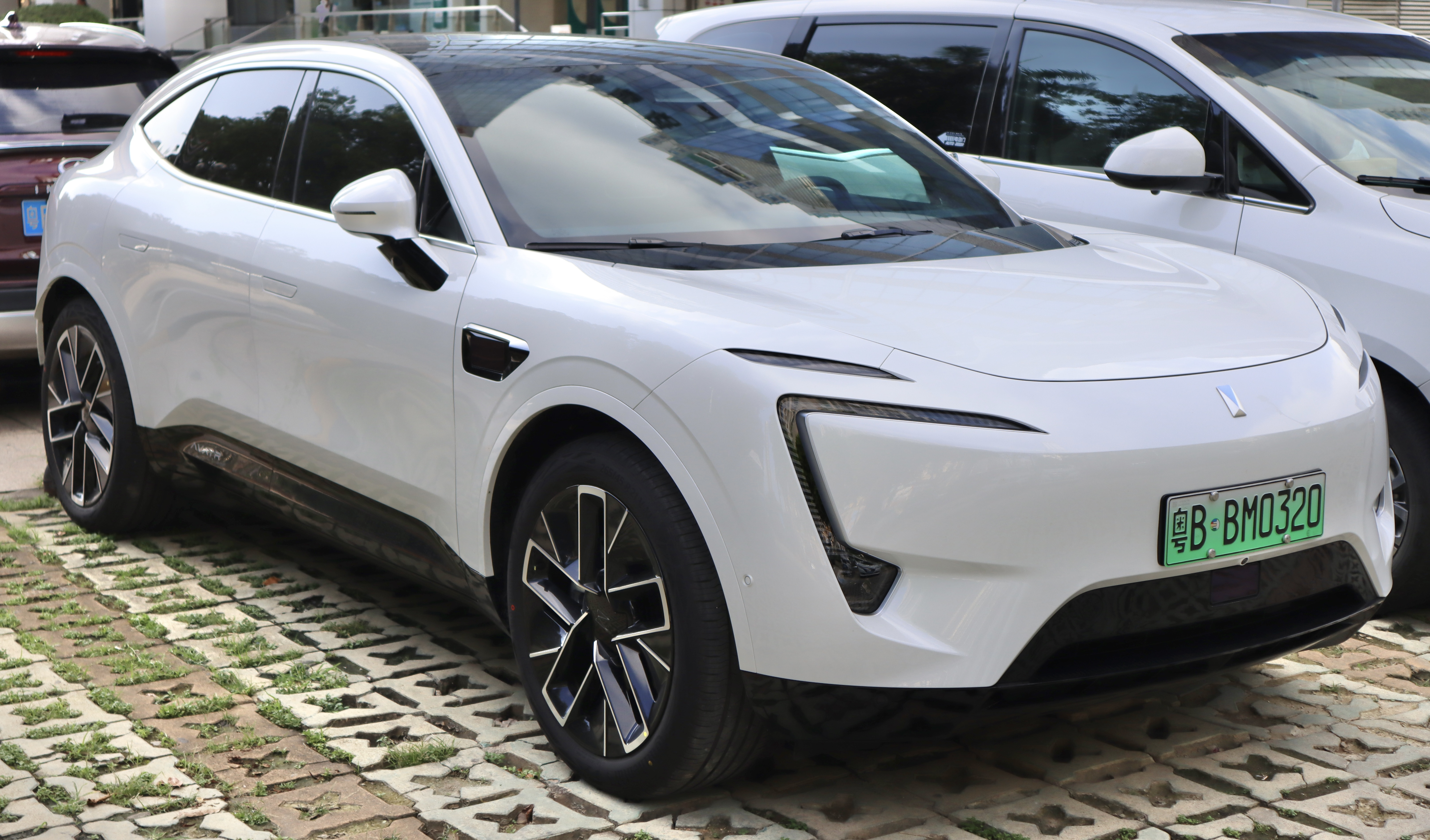
Avatr 11 (2021)

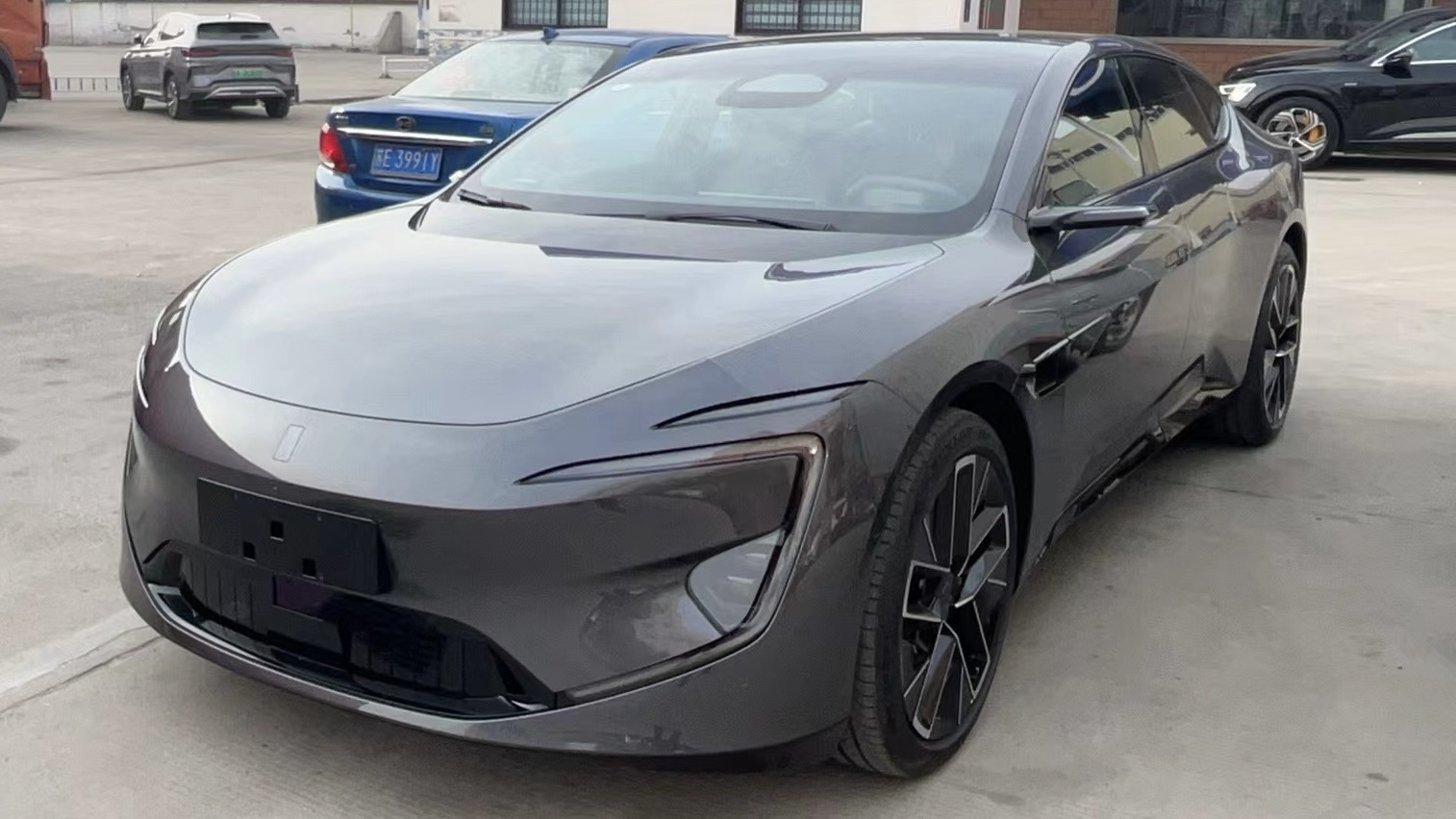
Avatr 12 (2023)

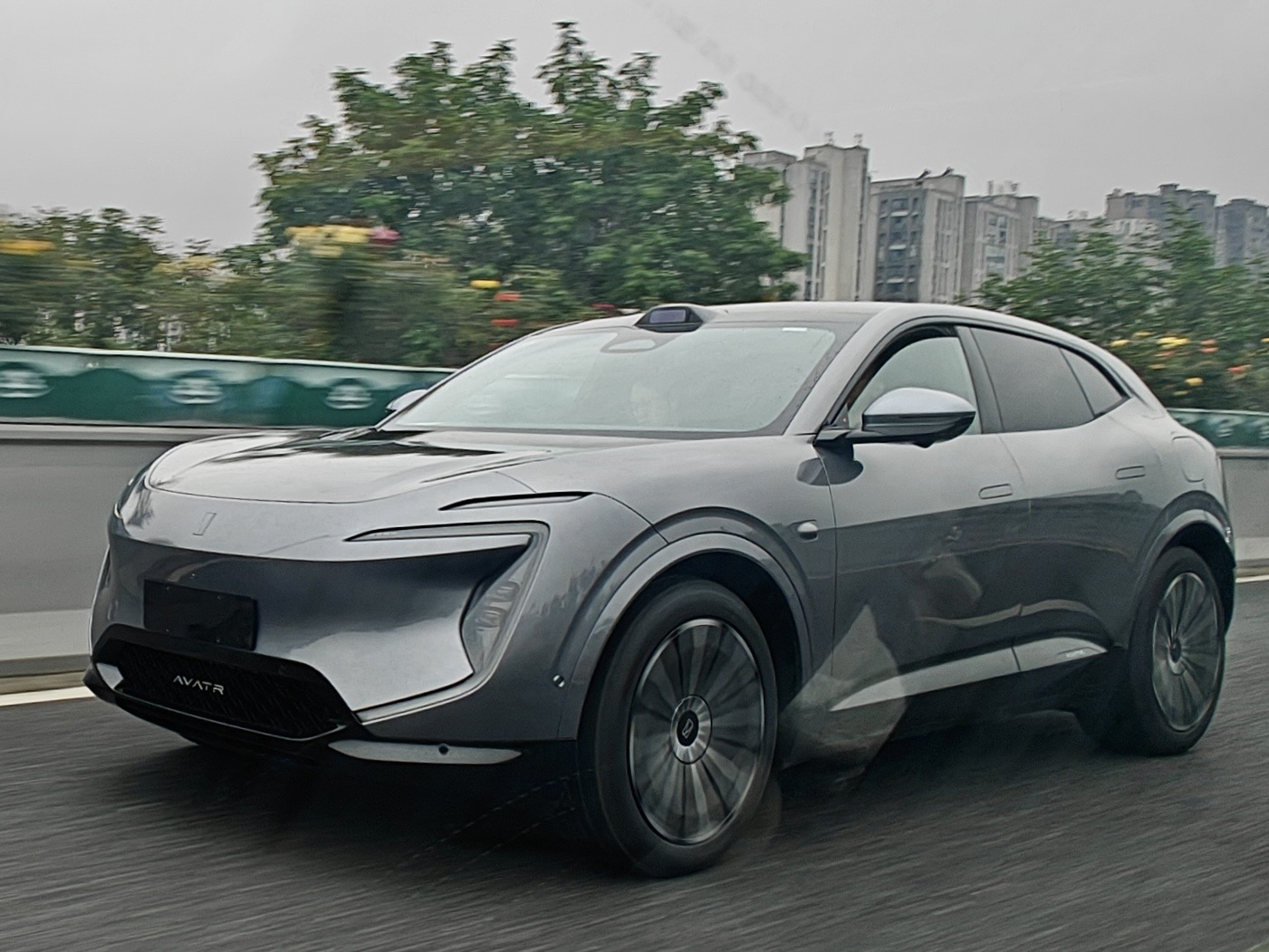
Avatr 07 (2024)

Avatr (chiń. upr. 阿维塔) – chiński producent elektrycznych samochodów, z siedzibą w Chongqing, działający od 2018 roku. Należy do chińskiego joint venture między koncernami: motoryzacyjnym Changan Automobile, wytwórczym CATL oraz technologicznym Huawei.

## Historia

### Początki
Pierwotnie chiński koncern motoryzacyjny Changan zamierzał utworzyć nową firmę skoncentrowaną na rozwoju nowoczesnych, zaawansowanych technologicznie samochodów elektrycznych we współpracy z firmą NIO. W tym celu 2018 roku zawiązano spółkę typu joint venture o stosunku udziałów 50:50, jednakże dwa lata później - sojusz nie zmaterializował się, gdyż NIO wycofało się z niego. W listopadzie 2021 roku zainaugurowano działalność przedsiębiorstwa skoncentrowanego na samochodach elektrycznych, ostatecznie pod nową nazwą Avatr Technology. 
Do jego powstania główny udziałowiec Changan zaangażował tym razem gigantów branży chińskich nowoczesnych technologii - firmę wytwarzającą m.in. akumulatory do samochodów elektrycznych CATL oraz koncern technologiczno-cyfrowy Huawei. Pierwszym pojazdem marki Avatr został duży, w pełni elektryczny SUV Coupe w momencie nazwany E11, który spośród konkurencyjnych konstrukcji miał w momencie premiery wyróżniać się dużym zasięgiem na jednym ładowaniu równym ok. 700 kilometrom.

### Rozwój
Początek produkcji pierwszego modelu myślą o rodzimym rynku chińskim został przewidziany na drugi kwartał 2022 roku, z dostawami pierwszych egzemplarzy wyznaczonymi na koniec tego samego roku. Ostatecznie, produkcyjny model pod nazwą Avatr 11, z którego nazwy ostatecznie zniknęła litera "E", oficjalnie zadebiutował w sierpniu 2022 roku. Sprzedaż luksusowego samochodu o napędzie elektrycznym rozpoczęła się w listopadzie 2022 roku, rok po oficjalnym zainaugurowaniu działalności nowej firmy, plasując go jako produkt premium z ceną wynoszącą równowartość 50 tysięcy euro. Jednocześnie Avatr Technology wyraziło chęć poszerzenia swojej oferty modelowej o 4 nowe samochody włącznie do 2025 roku. 
Pierwszym modelem będącym elementem rozbudowy oferty marki Avatr po premierze SUV-a 11 została duża, flagowa limuzyna 12 przedstawiona oficjalnie w lipcu 2023. Niespełna rok później, w czerwcu 2024, firma przedstawiła trzeci model oparty na nowej generacji płycie podłogowej – średniej wielkości SUV-a 07, jako pierwszy produkt opracowanego także z myślą o spalinowo-elektrycznym układzie hybrydowym. W tym samym czasie Avatr rozpoczął ekspansję napierwsze rynki zagraniczne, poczynając od Zjednoczonych Emiratów Arabskich. W grudniu 2024 ofertę Avatra poszerzył czwarty model w postaci średniej wielkości sedana 06 stanowiącego mniejszą i tańszą alternatywę dla flagowego 12, współdzieląc podzespoły z debiutującym w tym samym roku SUV-em 07.

## Modele samochodów

### Obecnie produkowane

#### Samochody osobowe
- 06
- 12

#### SUV-y
- 11
- 07